# Abadia de Cister

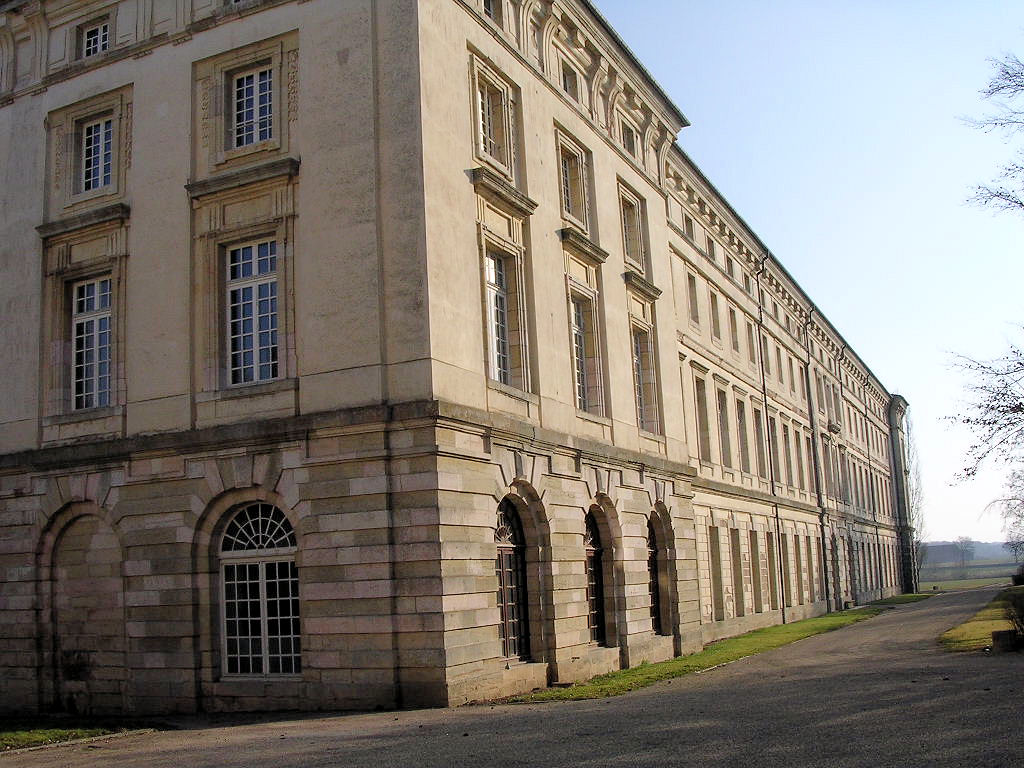

A Abadia de Cister (em francês:Abbaye de Cîteaux) é a segunda fundação de São Roberto de Molesme situada na comuna francesa de Saint-Nicolas-lès-Cîteaux, no departamento de Côte-d'Or da região da Borgonha, à que ele batizou como Novum Monasterium para o diferenciar do de Molesme donde procedia. É aqui que se originou a Ordem de Cister (cujo apelativo provém do nome romano da localidade: Cistercium) da qual continua sendo sede central.
Atualmente pertence à Ordem Cisterciense da Estreita Observância (um ramo do Cister) e conta com 35 membros, dedicados a trabalhos artesãos e venda ao público dos seus produtos (nomeadamente queijos e doces).

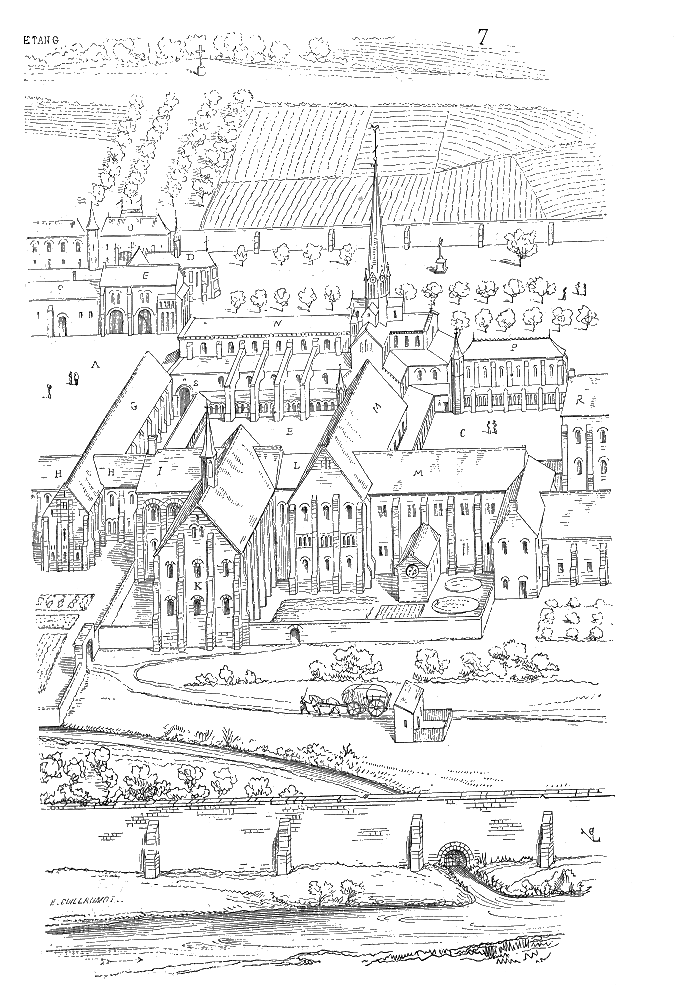
Perspectiva cavaleira da abadia de Cîteaux. Dictionnaire raisonné de l'architecture française du XIe au XVIe siècle. Eugène Viollet-le-Duc, 1856.

## A fundação
A história de Cister começa a 21 de março de 1098, festividade de São Bento de Núrsia.